# Avise
Avise (arpità  Aveuso) és un municipi italià, situat a la regió de Vall d'Aosta. L'any 2007 tenia 858 habitants. Limita amb Arvier, La Salle, La Thuile, Saint-Nicolas, Saint-Pierre i Saint-Rhémy-en-Bosses.

## Administració

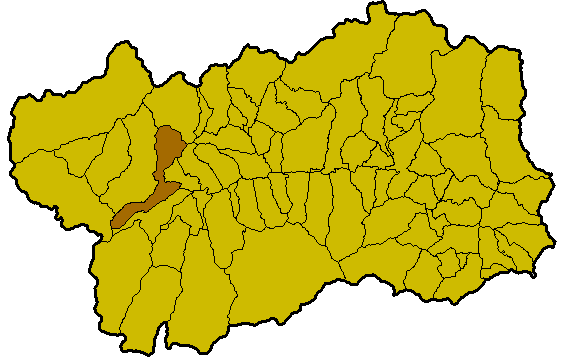
Situació d'Avise a la Vall

| Període | Identitat           | Partit        |
| ------- | ------------------- | ------------- |
| 2005-   | Maria Romana Lyabel | Llista cívica |